# 維爾德格斯爾山
47°41′33″N 13°55′54″E / 47.69250°N 13.93167°E

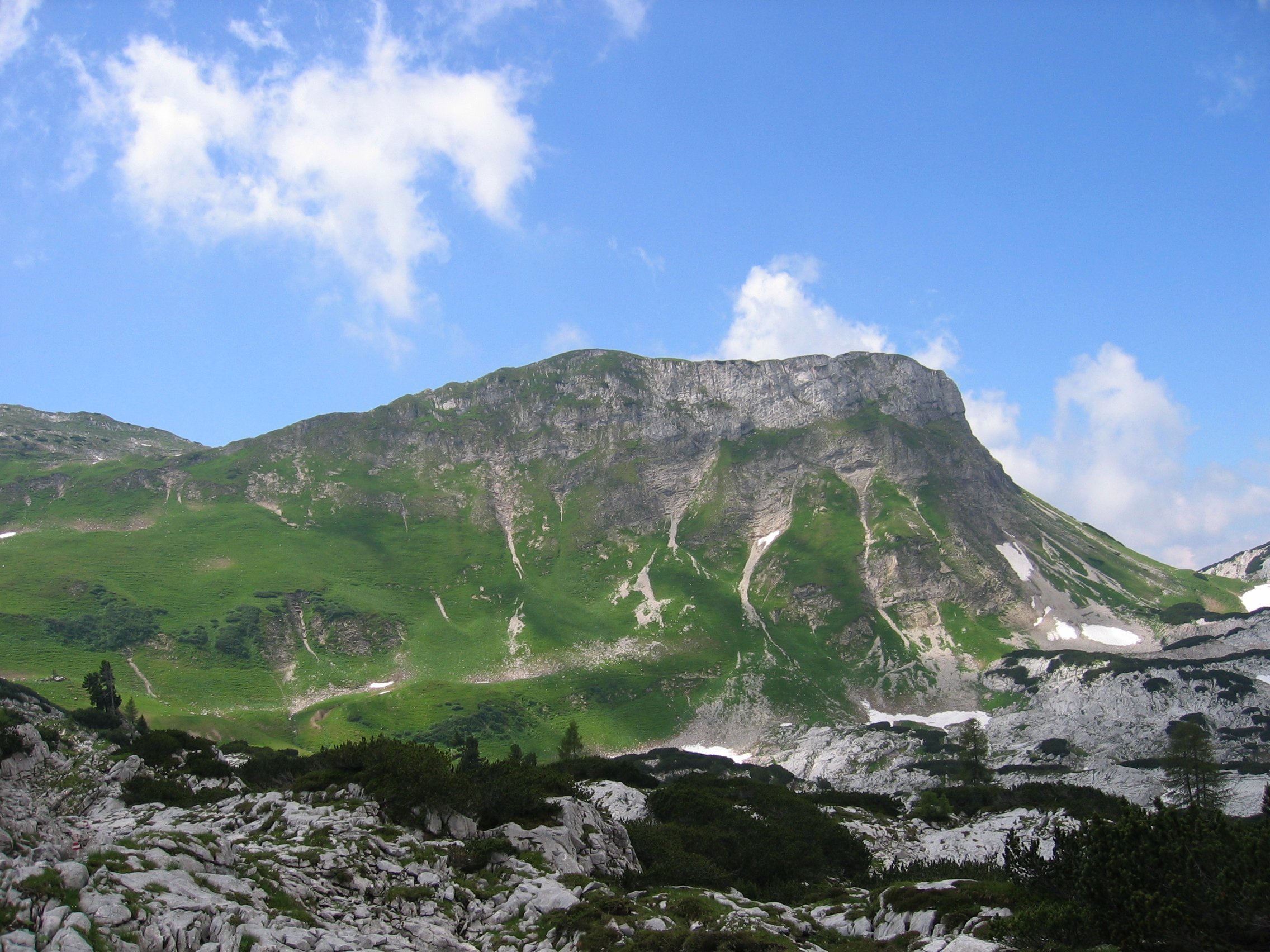

維爾德格斯爾山（德語：Wildgößl），是奧地利的山峰，位於該國東南部，由施泰爾馬克州負責管轄，屬於托特斯山脈的一部分，海拔高度2,062米，每年平均降雨量1,801毫米。